# Time and a Word
A Time and a Word a Yes második albuma. A lemezt az Atlantic Records adta ki 1970-ben. Borítója igen érdekesen néz ki, ebben a korszakban nemigen voltak ilyen kinézetű borítók. Az együttes későbbi lemezei némiképp eltérnek ettől az irányzattól, mert azok már a Fragile-tól Roger Dean művei, melyek egytől egyig érdekesek. A lemez igen nagy kihívás volt a tagok számára, hisz magukhoz vettek egy szimfonikus zenekart, s ez a hangzás megosztotta a hallgatóságnak az albumról kialakult véleményét. A Time and a Word, mint az őt megelőző Yes is, leginkább az útkeresés és kísérletezés figyelemre méltó terméke.

## A zene
Stílusában nem sokban különbözik elődjétől, bár egy kicsivel jazzesebb hangzású. Megemlítendő még, hogy változatosabb a bemutatkozó albumhoz képest: Kirobbanó nyitány, száguldó progresszivitás (Then), tűnődő swing (Everydays), egyszerű "örömdal" (Sweet Dreams), misztika (The Prophet), lágyság (Clear Days), űrutazás (Astral Traveller). A lemez legismertebb dala a címadó dal, ami egyfajta ars poeticaként is felfogható - ezt koncerteken néha-néha még húsz évvel később is elővették.

## Számok listája
1. No Opportunity Necessary, No Experience Needed (4:52)
2. Then (5:49)
3. Everydays (6:12)
4. Sweet Dreams (3:51)
5. The Prophet (6:38)
6. Clear Days (2:09)
7. Astral Traveller (5:56)
8. Time And A Word (4:39)

## Bónusszámok
1. Dear Father (4:14)

## Zenészek listája
- Jon Anderson – ének
- Chris Squire – basszusgitár
- Peter Banks – gitár, ének
- Bill Bruford – dob
- Tony Kaye – billentyűs hangszerek
- Tony Cox – karmester